# Конковичи
Конковичи (бел. Ко́нкавічы) — агрогородок, центр Конковичского сельсовета Петриковского района Гомельской области Республики Беларусь.

## География

### Расположение
В 16 км на восток от Петрикова, 11 км от железнодорожной станции Птичь (на линии Лунинец — Калинковичи), 173 км от Гомеля.

### Гидрография
На реке Бобрик (приток реки Припять), на востоке — канал Лукич, соединённый с рекой Припять. Рядом расположено озеро Старик.

## Транспортная сеть
Транспортные связи по просёлочной, затем автомобильной дороге Лунинец — Гомель. Планировка состоит из трёх разделённых мелиоративным каналам частей: западной (дугообразная улица, близкая к меридиональной ориентации, с переулками на севере), северной (к широтной улицы с севера присоединяются 2 криволинейные улицы) и южной (3 криволинейные, почти параллельные между собой широтные улицы, соединённые 4 короткими улицами). Застройка преимущественно кирпичная, усадебного типа. Много имеется и деревянных домов.

## История
По письменным источникам известна с XVI века как село в Мозырском повете Минского воеводства Великого княжества Литовского. Согласна инвентаря 1700 года в селе было 9 тягловых служб.
После 2-го раздела Речи Посполитой (1793 год) в составе Российской империи. В 1795 году во владении Ходкевичей. В 1796 году построена церковь. По ревизским материалам 1850 года владение Пликусов. Представители уезда, которые знакомились с селом в 1857 году, отмечали, что многие дома очень старые, ветхие и непригодны для жилья, отсутствовали продовольствие, тёплая одежда и условия для ведения хозяйства. Помещик Савшковский в 1876 году владел в селе 207 десятинами земли, а дворянин Пликус — 2306 десятинами земли, водяной мельницей, трактиром. В 1879 году обозначена как селение Петриковского церковного прихода. Согласно переписи 1897 года действовал хлебозапасный магазин, в Петриковской волости Мозырского уезда Минской губернии. Рядом находились 4 фольварка. В 1907 году открыта школа, которая размещалась в наёмном крестьянском доме. В 1908 году поместье Хрякова и фольварки Добрынского, Желодковского, Пликуса. В сентябре 1914 года проходили столкновения крестьян с полицией, которая защищала интересы помещика.
С 20 августа 1924 года центр Конковичского сельсовета Петриковского района Мозырского (до 26 июля 1930 года и с 21 июня 1935 года по 20 февраля 1938 года) округа, с 20 февраля 1938 года Полесской, с 8 января 1954 года Гомельской областей.
В 1930 году организован колхоз. Во время Великой Отечественной войны партизаны разгромили волостную управу, созданную оккупантами в деревне. Каратели в 1944 году частично сожгли деревню и убили 53 жителей. Деревня была освобождена в ходе совместного речного десанта и атаки 107-го стрелкового полка 55-й стрелковой дивизии 28—29 июня 1944 года, при этом отличились краснофлотцы Днепровской военной флотилии А. А. Сикереня и Г. А. Тупицын (присвоено звание Герой Советского Союза). В боях около деревни погибли 26 советских солдат (похоронены в братской могиле недалеко от здания сельсовета). 86 жителей погибли на фронте. Согласно переписи 1959 года центр колхоза имени В. И. Ленина. Расположены средняя школа, Дом культуры, библиотека, детский сад, отделение связи, амбулатория, швейная мастерская, 3 магазина. При средней школе действует краеведческий музей.

## Население

### Численность
- 2004 год — 286 хозяйств, 641 житель.

### Динамика
- 1795 год — 49 дворов.
- 1850 год — 39 дворов, 221 житель.
- 1866 год — 51 двор.
- 1886 год — 54 двора, 358 жителей.
- 1897 год — 112 дворов, 749 жителей (согласно переписи).
- 1908 год — 146 дворов, 880 жителей.
- 1917 год — 1128 жителей.
- 1959 год — 1153 жителя (согласно переписи).
- 2004 год — 286 хозяйств, 641 житель.

## Экономика
- Животноводческое хозяйство «Агро-Слабода».

## Достопримечательность
- Братская могила советских воинов.
- Памятник погибшим воинам.
- Аллея памяти в честь 80-летия со дня освобождения Беларуси от немецко-фашистских захватчиков.